# بطولة أمم أوقيانوسيا لكرة السلة 1991
بطولة أمم أوقيانوسيا لكرة السلة 1991 أقيمت في نيوزيلندا. بمشاركة فريقين. فازت أستراليا بالبطولة للمرة الـ 10.

## الفرق التي لم تشارك
| - ساموا الأمريكية - جزر كوك - ميكرونيسيا - فيجي - غوام - كيريباتي - جزر مارشال - ناورو - كاليدونيا الجديدة | - جزيرة نورفولك - جزر ماريانا الشمالية - بالاو - بابوا غينيا الجديدة - ساموا - جزر سليمان - تاهيتي - تونغا - توفالو - فانواتو |

## النتائج
| 1 يونيو |                                | أستراليا | 96–79 | نيوزيلندا |  |  |
| 1 يونيو | النقاط حسب النصف: 50-35، 46-44 |          |       |           |  |  |

| 7 يونيو |                                | أستراليا | 74–57 | نيوزيلندا |  |  |
| 7 يونيو | النقاط حسب النصف: 25-30، 49-27 |          |       |           |  |  |

## جوائز
| البطل                 |
| --------------------- |
| · أستراليا · للمرة 10 |

## وصلات خارجية
أرشيف فيبا